# Groene Brug (Pijnacker)
De Groene Brug is een voetgangersbrug in de Nederlandse plaats Pijnacker. De vaste brug verbindt de nieuwbouwwijk Ackerswoude met de Boezemszoom. De brug is ontworpen door ipv Delft in samenwerking met Composite Structures. De 11,5 meter lange overspanning is vervaardigd uit composiet. Vervolgens werd daar bovenop een laag aarde aangebracht, beplant met sedum en werd er een schelpenpad aangelegd.
De Groene Brug zou in Nederland de eerste in zijn soort zijn. En is goed in te passen in natuurgebieden, parken en landelijk gebied omdat groenzones en ecologische verbindingen kunnen doorlopen over de brug. Tevens is de brug onderhoudsarm vanwege het materiaalgebruik.

## Fotogalerij

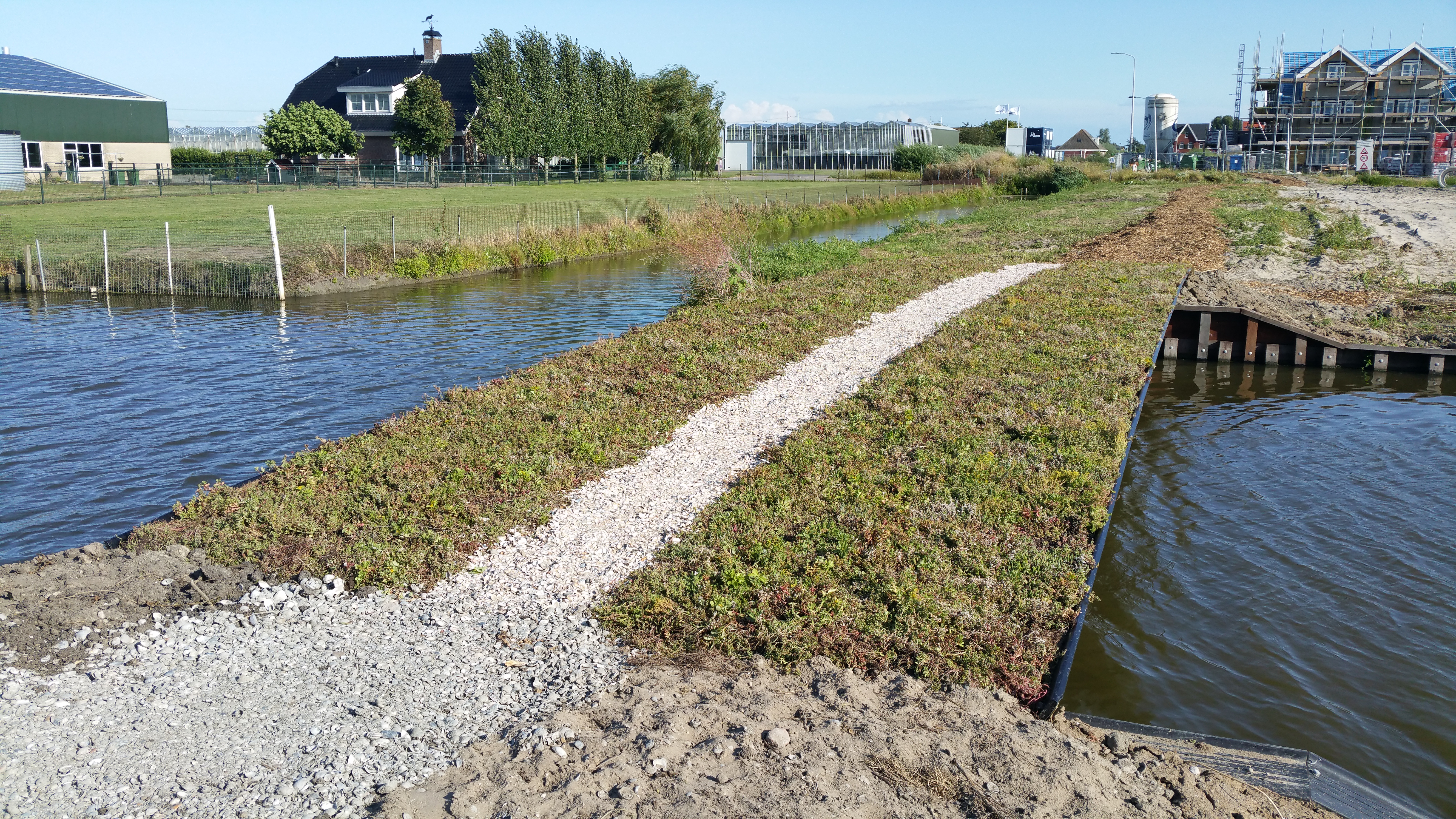
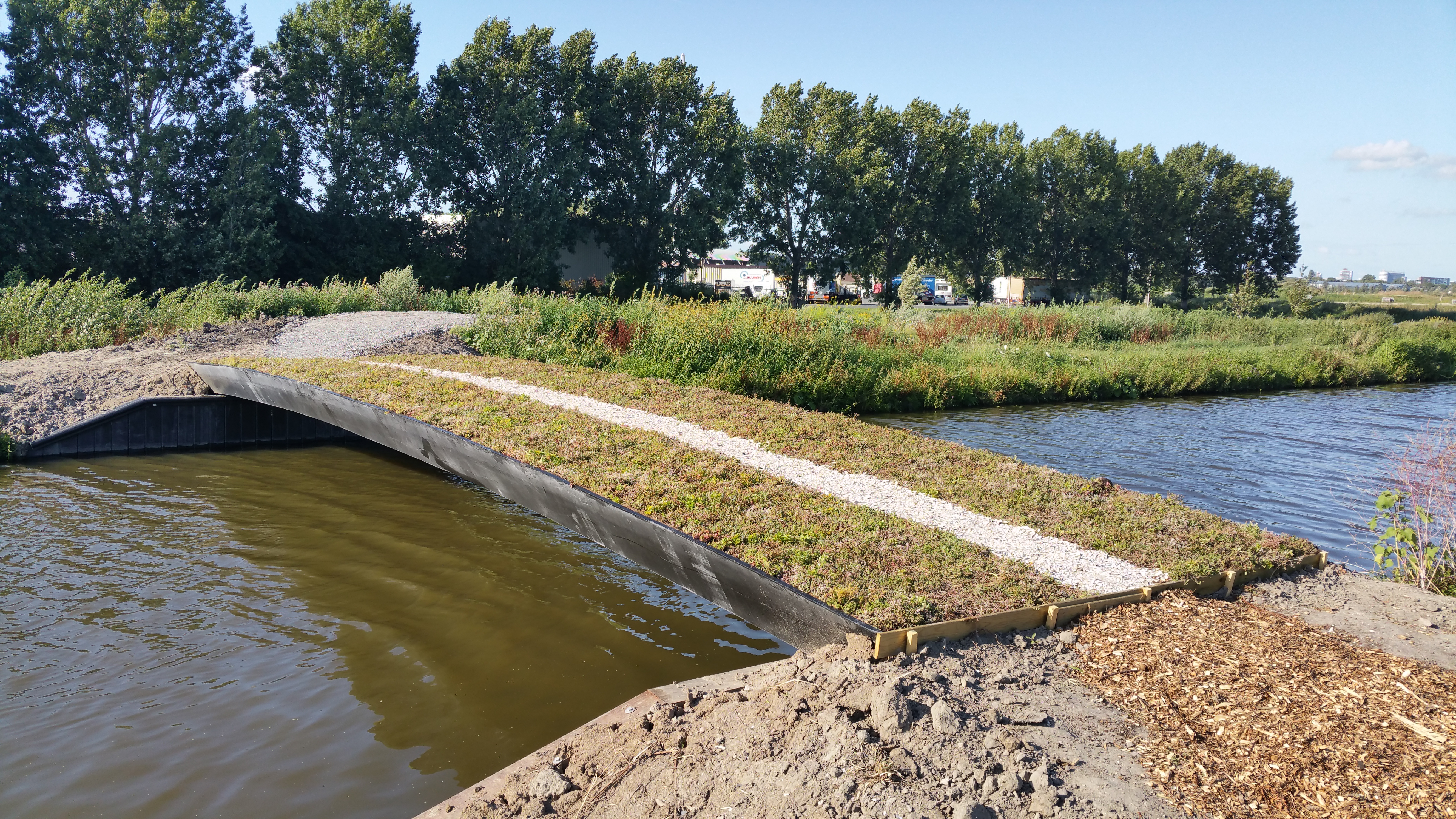